# NOX
Nox – węgierski zespół muzyczno-taneczny grający muzykę pop i muzykę ludową, założony w 2002 roku. W 2005 roku reprezentował Węgry w 50. Konkursie Piosenki Eurowizji organizowanym w Kijowie.
Nazwę grupy  można tłumaczyć z łaciny jako „noc”. Sami wykonawcy nazywają się „bogami ciemności”.
Zespół ma na swoim koncie trzy podwójne platynowe płyty, dwie platynowe oraz cztery złote. W 2009 roku muzycy zawiesili działalność zespołu.

## Historia zespołu

### 2002–2004: początki,Örökség,BűvöletiKarácsony
Zespół został założony w 2002 roku przez Szilvię Péter-Szabó i Tamása Nagyego. Oprócz duetu do składu formacji należeli tancerze oraz orkiestra. 22 lipca 2002 roku premierę miał debiutancki album grupy zatytułowany Örökség, który uzyskał certyfikat platynowej płyty w kraju za sprzedaż w ponad czterech tysiącach egzemplarzy.
Pod koniec października 2003 roku ukazała się nowa płyta zespołu zatytułowana Bűvölet, która osiągnęła status podwójnej platynowej płyty za sprzedaż w ponad ośmiu tysiącach egzemplarzy. 15 listopada kolejnego roku premierę miała ich pierwsza płyta świąteczna zatytułowana Karácsony, która uzyskała status platynowej.

### 2005–2006: Konkurs Piosenki Eurowizji,RagyogásiÖrömvölgy
W marcu 2005 roku zespół wygrał krajowe eliminacje eurowizyjne z utworem „Forogj, világ!”, dzięki czemu reprezentował Węgry w 50. Konkursie Piosenki Eurowizji organizowanym w Kijowie. 16 kwietnia premierę miała ich czwarta płyta studyjna zatytułowana Ragyogás, która po tygodniu od premiery uzyskała status złotej płyty na Węgrzech za wynik ponad 15 tys. sprzedanych egzemplarzy. Płytę promował nie tylko eurowizyjny utwór, ale także single „Csak játssz!” i „Túl a varázshegyen”. W ramach promocji albumu wyruszyli w trasę koncertową po Węgrzech i po sąsiadujących krajach, w ramach której zagrali ok. 80 koncertów. Krążek uzyskał status podwójnej platynowej płyty w kraju.
21 maja wystąpili w półfinale Konkursu Piosenki Eurowizji i zakwalifikowali się z 5. miejsca do finału imprezy, w którym zajęli ostatecznie 12. miejsce z 97 punktami na koncie, w tym m.in. z najwyższą notą 10 punktów od Polski. 28 grudnia zagrali koncert w Debreczynie, z którego nagrania znalazły się na ich pierwszym albumie koncertowym zatytułowanym Ragyogás z 2006 roku. W połowie października tego samego roku premierę miał ich kolejny album studyjny zatytułowany Örömvölgy, na którym znalazł się m.in. singel „Embermadár”, będący oficjalnym hymnem Mistrzostw Europy w Pływaniu 2006 organizowanych w Budapeszcie. Krążek uzyskał status podwójnej platynowej płyty w kraju.

### 2007–2008:Csendes,Időntúl
7 maja 2007 roku Szilvia wydała swój debiutancki solowy album studyjny zatytułowany Mesék, mondák, mondókák.  Pod koniec listopada ukazała się nowa płyta zespołu zatytułowana Csendes, która otrzymała certyfikat złotej.
W 2008 roku ukazał się nowy album studyjny zespołu zatytułowany Időntúl, który otrzymał status platynowej płyty w kraju.

### 2009:Mosti koniec działalności
W listopadzie 2009 roku premierę miał ich nowy krążek zatytułowany Most, który uzyskał certyfikat platynowej płyty. W tym samym roku zespół zawiesił swoją działalność, a muzycy skupili się na solowych projektach.
W marcu 2010 roku wydany został pierwszy album kompilacyjny zespołu zatytułowany Best of 2002-2009, na którym znalazło się osiemnaście najpopularniejszych utworów w dorobku grupy. Krążek uzyskał status złotej płyty w kraju.

## Dyskografia
| - Örökség (2002) - Bűvölet (2003) - Ragyogás (2005) - Örömvölgy (2006) - Csendes (2007) - Időntúl (2008) - Most! (2009) | - Karácsony (2004) - Ragyogás DVD (2006) - Best of 2002-2009 (2010) |